# خالد المنصور
خالد المنصور، لاعب كرة قدم سعودي من مواليد 1965 في محافظة عنيزة، السعودية، لاعب نادي العربي. لعب للفريق الأول مباشرةً دون أن يتدرج في الفئات السنية وكان ذلك في العام 1985، وصعد مع فريقه العربي إلي مصاف أندية الدوري السعودي الممتاز وكان ذلك موسم 1990-91، وهبط بعدها إلي دوري الدرجة الأولى، وحقق لقب هداف دوري الدرجة الأولى السعودي خمس مواسم, واختير للمنتخب السعودي سنة 1993, إلا أنه أعتذر عن اللعب للمنتخب في ذلك الوقت لظروف شخصية حسب ما ذكر اللأعب نفسه. أعتزل اللعب سنة 1997.

## هداف الدوري
حصل على لقب هداف دوري الدرجة الأولى السعودي لخمسة مواسم.
- 1985 / 1986
- 1987 / 1988
- 1988 / 1989
- 1992 / 1993
- 1993 / 1994